# Sajania
Sajania é um gênero de traça pertencente à família Arctiidae.

## Espécies
As seguintes espécies pertencem ao gênero:
- Sajania bieneri
- Sajania devagor